# Rupert Friend
Rupert Friend, född 1 oktober 1981 i Oxfordshire, är en brittisk skådespelare. Han slog igenom i rollen som Billy Downs i filmen The Libertine (2004).
Sedan december 2014 är han förlovad med Aimee Mullins.

## Filmografi (i urval)
- 2004 – The Libertine – Billy Downs
- 2005 – Stolthet & fördom – Mr. Wickham
- 2007 – Virgin Territory – Alessandro Felice
- 2008 – Pojken i randig pyjamas – Lt. Kotler
- 2009 – Young Victoria – Albert av Sachsen-Coburg-Gotha
- 2009 – Chéri
- 2010 – Lullaby for pi
- 2010 – The Kid - Kevin
- 2011 – 5 Days of August - Thomas Anders
- 2012–2017 – Homeland (TV-serie)
- 2012 – Day One
- 2013 – Blodsband
- 2015 – Hitman: Agent 47
- 2017 – The Death of Stalin (TV-serie)
- 2021 – Infinite
- 2021 – The French Dispatch
- 2022 – Obi-Wan Kenobi (TV-serie)
- 2023 – Asteroid City
- 2024 – The American Society of Magical Negroes
- 2025 – Jurassic World Rebirth
- 2025 – Companion